# Tuniská hokejová reprezentace
Tuniská hokejová reprezentace (arabsky : منتخب تونس لهوكي الجليد, francouzsky : Équipe de Tunisie de hockey sur glace) je národní hokejové mužstvo Tuniska. Tým je řízen Tuniským svazem ledního hokeje a od 22. září 2021 je přidruženým členem Mezinárodní federace ledního hokeje (IIHF). Tunisko v současné době není zařazeno ve světovém žebříčku IIHF protože se neúčastnilo žádných akcí mistrovství světa IIHF ani zimních olympijských her.

## Dějiny
Tuniský svaz ledního hokeje byl založen v roce 2009.
14. června 2014 odehrál národní tým svůj první neoficiální zápas proti francouzskému klubovému týmu Coqs de Courbevoie 5:6 ve francouzském Courbevoie .
22. září 2021 se Tunisko stalo oficiálním členem IIHF
Tunisko hrálo svůj první mezinárodní turnaj na Arabském poháru 2023 v Kuvajtu, kde skončilo na 6.místě. Výsledky ve skupině Kuvajt 4:11, Bahrajn 2:7, Alžírsko 7:4, o umístění Saúdská Arábie 24:3, Alžírsko 4:8.

## Mezistátní utkání Tuniska
14.06.2014  Coqs de Courbevoie 6:5 Tunisko 